# Мойънкумски район
Мойънкумски район (на казахски: Мойынқұм ауданы) е съставна част на Жамбълска област, Казахстан, с обща площ 49 410 км2 и население 32 069 души (по приблизителна оценка към 1 януари 2020 г.).
Административен център е село Мойънкум.